# واودی ان بری
واودی ان بری (به فرانسوی: Vaudoy-en-Brie) یک کمون در فرانسه است که در Canton of Rozay-en-Brie واقع شده‌است.

## خصوصیات
واودی ان بری ۲۶٫۹۸ کیلومترمربع مساحت و ۸۱۶ نفر جمعیت دارد.